# Guimiliau
Guimiliau (tiếng Breton: Gwimilio) là một xã của tỉnh Finistère, thuộc vùng Bretagne, miền tây bắc Pháp.

## Dân số
Người dân ở Guimiliau được gọi là Guimiliens.